# 5/6
5/6（6分の5、ろくぶんのご）は、0 と 1 の間にある有理数である。

## 数学的性質
- 5/6 は 5÷6 に等しい。
- 5/6 が有限小数になるN進法は、素因数に2と3が含まれるN進法に限られる。

## 符号位置
| 記号 | Unicode | JIS X 0213 | 文字参照         | 名称   |
| ---- | ------- | ---------- | ---------------- | ------ |
| ⅚    | U+215A  | -          | &#x215A; &#8538; | 6分の5 |